# Пођо Перуђино (Ријети)
Пођо Перуђино је насеље у Италији у округу Ријети, региону Лацио.
Према процени из 2011. у насељу је живело 206 становника. Насеље се налази на надморској висини од 795 м.